# Fête du Queensland
La Fête du Queensland (Queensland Day) est une fête nationale célébrée le 6 juin dans l'État du Queensland, en Australie.

## Histoire
C'est en 1851 que fut considéré la séparation de la Nouvelle-Galles du Sud. La Reine Victoria fut alors consultée pour établir une colonie indépendante. La reine donna son approbation et signa la lettre patente le 6 juin 1859. Le même jour un Order-in-Council donna au Queensland sa propre constitution.
Aujourd'hui, le 6 juin célèbre la création de cette colonie indépendante.

## Queenslandais de l'année
Depuis 1981, la fête du Queensland est célébrée comme un anniversaire officiel. Elle permet de mettre à l'honneur les accomplissements exceptionnels de Queenslandais.
| Année | Queenslandais de l'année   | Jeune queenslandais de l'année       | Récompense d'esprit de la Communauté         |
| ----- | -------------------------- | ------------------------------------ | -------------------------------------------- |
| 2008  | Graeme Wood                | Homa Forotan                         | Karen Bartlett                               |
| 2007  | Professeur Matthew Sanders | Lars Olsen                           | Jess Wellard, Alexandra Gasteen, Greg Nelson |
| 2006  | Professor Ian Frazer       | Liesel Jones                         | Shenee Lea Geerin                            |
| 2005  | Dr Geoff Hill              | Alen-Igor O'Hran                     |                                              |
| 2004  | Dr Chris Sarra             | Leisl Packer                         |                                              |
| 2003  | Professeur Alan Mackay-Sim | Alice Chang-Douglas                  |                                              |
| 2002  | John Eales                 | Danielle Begg                        |                                              |
| 2001  | Lloyd Hancock              | Mark Farrell-Nikenbah                |                                              |
| 2000  | Dr Aila Keto               | James Moody                          |                                              |
| 1999  | Margot Appleyard           | Petros Khalesirad                    |                                              |
| 1998  | Betty Byrne Henderson      | Tiffany Dudman                       |                                              |
| 1997  | Cedric Johnson             | Perry Cross                          |                                              |
| 1996  | Christina Yeomans          | Tarita Botsman et Michael Kasprowicz |                                              |
| 1995  | Dr Cherrell Hirst          | Nicholas Gerathy                     |                                              |
| 1994  | Allan Border               | Lana Higson                          |                                              |
| 1993  | Mary Lowe                  | John McColl and Kylie Buchanan       |                                              |
| 1992  | Graham Jenkinson           | Danae Sweetapple                     |                                              |
| 1991  | Leneen Forde               | Roger Lord                           |                                              |
| 1990  | Dr Clem Jones              | Aaron Maree                          |                                              |
| 1989  | Sister Angela Mary Doyle   | Joanne Hein                          |                                              |
| 1988  | Sir Llewellyn Edwards      |                                      |                                              |
| 1987  | Rev. Canon John Warby      |                                      |                                              |
| 1986  | Dr Russell Strong          |                                      |                                              |
| 1985  | Iris Buntine               |                                      |                                              |
| 1984  | Ron Grant                  |                                      |                                              |
| 1983  | Sir Edward Williams        |                                      |                                              |
| 1982  | Robin Gibson               |                                      |                                              |
| 1981  | Diane Cilento              |                                      |                                              |